# Joseph Aloys Renner
Joseph Aloys Renner (* 13. November 1810 in Frankfurt am Main; † 27. Februar 1882 ebenda) war ein deutscher Jurist und Abgeordneter.

## Leben
Renner studierte Rechtswissenschaften und wurde zum Dr. jur. promoviert. Er wurde am 30. Dezember 1833 in der Freien Stadt Frankfurt als Advokat zugelassen und wirkte in dieser Funktion in seiner Heimatstadt. Später wirkte er als Rat am Stadtgericht Frankfurt am Main. Von 1865 bis 1879 war er Appellationsgerichtsrat am Appellationsgericht Frankfurt am Main.
1843 bis 1857 war er Mitglied des Gesetzgebenden Körpers. Nach der Märzrevolution wurde er 1848 in die Constituierende Versammlung der Freien Stadt Frankfurt gewählt. Zwischen 1854 und 1857 gehörte er  der Ständigen Bürgerrepräsentation der Freien Stadt Frankfurt an.
Er war ursprünglich katholischer Konfession und konvertierte später zum evangelischen Glauben.